# Beta oksidacija
Beta oksidacija je proces kojim se masne kiseline, u obliku Acil-KoA molekula, razlažu u mitohondriji i/ili u peroksizomima do Acetil-KoA, početnog molekula Krebsovog ciklusa.
Beta oksidacija masnih kiselina obuhvata tri stepena:
1. Aktivacija masnih kiselina u citosolu
2. Transport masnih kiselina u mitohondrije (prenos karnitina)
3. Beta oksidacija u mitohondrijalnom matriksu

Masne kiseline se oksiduju u većini tkiva u telu. Mozak ih koristi u veoma maloj meri, dok eritrociti i adrenalna medula ne mogu da ih koriste.

## Aktivacija masnih kiselina
Slobodne masne kiseline mogu da prođu kroz ćelijsku membranu jer su slabo rastvorne u vodi i visoko rastvorne u masti. U citosolu aktivaciju masnih kiselina katalizuje acil CoA sintetaza dugačkih masnih kiselina. Masne kiseline reaguju sa ATP-om i nastaju masni acil adenilat i neorganski pirofosfat. Naknadnom reakcijom sa slobodnim koenzimom A se formiraju masni acil-CoA estar i AMP. Masni acil-CoA zatim reaguje sa karnitinom da formira acilkarnitin, koji se transportuje kroz unutrašnju mitohondrijsku membranu mononatrijum glutamatom.

## Četiri ponavljajuća koraka
Unutar mitohondrije, svaki ciklus β-oksidacije u kome se oslobađa dvo-ugljenična jedinica acetil CoA, se sastoji od sekvence četiri reakcije:
| Opis | Dijagram | Enzim                         | Krajnji produkt                                               |
| Dehidrogenacija FAD-om: Prvi korak je oksidacija masne kiseline acil-CoA-dehidrogenazom. Taj enzim katalizuje formiranje dvostruke veze između -2 i -3. |          | acil dehidrogenaza            | trans-Δ2-enoil-                                               |
| Hidratacija: Sledeći korak je hidratacija veze između -2 i C-3. Ova reakcija je stereospecifična, i samo se izomer formira.                           |          | enoil hidrataza               | -β-hidroksiacil                                               |
| Oksidacija NAD+-om: Treći korak je oksidacija L-β-hidroksiacil posredstvom NAD+-a. Time se konvertuje hidroksilna grupa u ketonsku grupu.                |          | -β-hidroksiacil dehidrogenaza | β-ketoacil                                                    |
| Tioliza: Finalni korak je odvajanje β-ketoacil CoA tiolnom grupom drugog molekula. Tiol se umeće između -2 i C-3.                                     |          | β-ketotiolaza                 | Acetil CoAmolekul, i acil molekul koji je kraći za dva ugljenika |

Ovaj proces se nastavlja dok se ceo lanac ne podeli u acetil CoA jedinice. U finalnom ciklusu se formiraju dva acetil CoA molekula, umesto jednog acil CoA i jednog acetil CoA.

## Spoljašnje veze
- Hemijska logika metabolizma masnih kiselina
- Biohemija, 2002
- Animacija Архивирано на веб-сајту  (8. мај 2012)